# マテルニダー駅

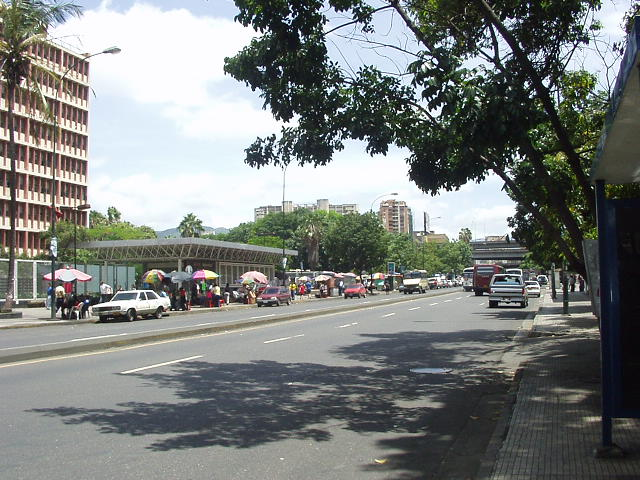
東側出口（2004年6月）

マテルニダー駅（マテルニダーえき、Estación Maternidad）は、ベネズエラのカラカスにあるカラカス地下鉄2号線の地下鉄駅である。首都地区リベルタドル市サンフアン区にある。マテルニダーはスペイン語で「懐妊」を意味する。

## 駅の構造
地下1階が改札、地下2階が島式1面2線のホームである。サンマルティン通りの下に位置し、出口はこの通りにそって4か所ある。

## 歴史
- 1988年11月6日 2号線の延長によって開業[2]。

## 周辺
駅の南にサンマルティン広場がある。少し隔てて南東にグアイレ川が流れる。

## 隣の駅
カプチノス駅 - マテルニダー駅 - アルティハス駅